# Писчиков, Денис Сергеевич
Дени́с Серге́евич Пи́счиков (род. 12 апреля 1983, Буланаш, Артёмовский район, Свердловская область, РСФСР, СССР) — российский серийный убийца, в период с 2002 по 2003 год убивавший пожилых людей в Московской и Владимирской областях. В 2004 году был приговорён к пожизненному лишению свободы за 14 доказанных убийств. В марте 2025 года признался ещё в 3 убийствах.

## Биография

### Детство и юность
Денис Писчиков родился 12 апреля 1983 года в посёлке Буланаш Артёмовского района Свердловской области, второй ребёнок в семье. Старшая сестра 1978 года рождения, на момент 2004 года отбывавшая наказание за кражу. Денис имел врождённое заболевание. Его детство было счастливым, однако с распадом СССР его отец Сергей Писчиков остался без работы и умер в 1992 году. Все заботы о семье легли на плечи матери Любови Ивановны Писчиковой, работавшей на Артёмовском радиозаводе. Вскоре она вышла замуж за машиниста электровоза Александра Анушина, однако тот оказался алкоголиком, даже не пытавшимся наладить взаимоотношения с детьми. Писчиков дважды оставался на второй год, бросил школу после 5 класса, состоял на учëте в детской комнате милиции за кражи и хулиганство. Внешне Писчиков выглядел скромным и застенчивым.
Писчиков приехал в Москву в июне 2000 года и поселился у тëти. Осенью того же года он был арестован за попытку кражи магнитолы из автомобиля. Однако личина скромного Писчикова помогла ему, и он, выйдя под подписку о невыезде, скрылся. Его объявили в федеральный розыск, но серьёзно не искали. В итоге Писчиков осел во Владимирской области. Изначально он жил у своего знакомого, но вскоре в жизни Писчикова появилась девушка, и он стал жить у неё в городе Карабаново. Поначалу он работал на строительстве дачных домов, затем на шиномонтаже, однако долго там не задержался. Впоследствии он обманывал свою сожительницу, что работает, и приносил домой деньги, которые забирал из домов убитых пенсионеров.

### Убийства
Первое убийство Денис Писчиков совершил 29 марта 2002 года в деревне Пашнево Орехово-Зуевского района, из дома убитого пенсионера Александра Лебедева он похитил 3000 рублей. Убийство пенсионерки в деревне Поточино Московской области, совершённое 8 ноября 2002 года, принесло ему ещё меньшую добычу — 700 рублей. Убийство 68-летней пенсионерки Нины Мелёхиной, совершённое Писчиковым 17 января 2003 года в деревне Фёдоровское Киржачского района Владимирской области, вообще не принесло убийце никаких денег, так как в доме он их не нашёл.
В ряде случаев Писчиков также забирал продукты из холодильника убитых им пенсионеров, иногда даже ел прямо на местах преступлений. 18 марта 2003 года Писчиков совершил сразу 2 убийства подряд в деревне Губино Орехово-Зуевского района, добычей с обоих убийств (Анны Захаровой и 80-летней Марии Кокуновой) стали 950 рублей и кусок колбасы. 31 марта того же года Писчиков снова совершил 2 убийства подряд в деревне Коровино всё того же Орехово-Зуевского района, добыча с обоих убийств — 1170 рублей. Это позволяло предположить, что Писчиков шёл не грабить, а убивать.
1 апреля 2003 года жертвой убийцы стала пенсионерка Екатерина Брусникина, жительница деревни Кудыкино того же Орехово-Зуевского района. 3 апреля того же года Писчиков совершил последнее убийство в деревне Войново-Гора Орехово-Зуевского района, его жертвами стали пенсионер Сергей Власов и его 50-летняя дочь Марина Вершкова (последней чудом удалось выжить); добычей убийцы стали 700 рублей.

### Арест, следствие и суд
Денис Писчиков был арестован 5 апреля 2003 года в городе Ликино-Дулёво. Когда он шёл по улице и высматривал очередное место для убийства, его заметила пенсионерка Лидия Козлова. Она вызвала милицию и на свой страх и риск стала его преследовать. Вскоре на пустынной улице Писчиков был арестован и уже по дороге в милицию начал давать показания и признался в 14 убийствах — 8 во Владимирской области (3 из них в городе Петушки) и 6 в Московской области. При этом он не раскаивался в совершённом; по рассказам следователей: «Писчиков даже не понимал, чего от него ещё хотят, кроме его сотрудничества со следствием».
8 июля 2004 года суд приговорил Дениса Писчикова к пожизненному заключению. В прошении о помиловании он писал: «Пожалейте меня! Что угодно, только не пожизненное!» Но Верховный суд России оставил приговор без изменения, после чего Денис Писчиков был этапирован в исправительную колонию особого режима № 2, известную как «Белый лебедь».

### Новые признания
В 2025 году Денис Писчиков дал признательные показания ещё по 3 ранее нераскрытым убийствам: это двойное убийство пожилой супружеской пары в Александрове 4 апреля 2002 года и убийство пенсионерки в Киржаче в конце июля или начале августа 2002 года. Таким образом, количество убийств, совершённых Писчиковым, возросло до 17.

## В массовой культуре
- Документальный фильм «Тварь дрожащая» из цикла «Криминальная Россия» (2006)